# Jelena Tsjalamova
Jelena Vladimirovna Tsjalamova (Russisch: Елена Владимировна Шаламова) (Astrachan, 4 juli 1982) is een Russisch gymnaste.
Op de Olympische Zomerspelen 2000 in Sydney behaalde Tsjalamova ze met het Russische team goud bij de Ritmische gymnastiek teamwedstrijd. 
1996: Baldó, Cabanillas, Giménez, Guréndez, Lamarca, Martínez ·
2000: Belova, Lavrova, Netejesova, Sjimanskaja, Tsjalamova, Zilber ·
2004: Beloegina, Glatskich, Koerbakova, Lavrova, Moerzina, Posevina ·
2008: Alijtsjoek, Gavrilenko, Gorboenova, Posevina, Sjkoerichina, Zoejeva ·
2012: Bliznjoek, Donskova, Doedkina, Makarenko, Nazarenko, Svastjanova ·
2016: Birjoekova, Bliznjoek, Maksimova, Tatareva, Tolkatsjova ·
2020: Dyankova, Kiryakova, Radukanova, Traets, Zafirova ·
2024: Guo, Hao, Huang, Wang, Ding